# Krubin (Ciechanów)
Krubin – południowo-wschodnia część miasta Ciechanowa w Polsce, w województwie mazowieckiem, w powiecie ciechanowskim. Rozpościera się w rejonie ulic Sońskiej, Wrzosowej i Ludowej.

## Historia
Krubin to dawniej samodzielna wieś, należąca od reformy gminnej w 1867 roku do gminy Opinogóra w powiecie ciechanowskim w guberni płockiej. Od 1919 w woj. warszawskim, gdzie 20 października 1933 utworzył gromadę (sołectwo) w gminie Opinogóra.
Po II wojnie światowej należał do gminy Nużewo w powiecie ciechanowskim w województwie warszawskim, stanowiąc jedną z jej 33 gromad. W związku z reformą administracyjną kraju jesienią 1954 wszedł w skład gromady Nużewko, gdzie przetrwał do końca 1972 roku, czyli do kolejnej reformy administracyjnej. 1 stycznia 1973 wszedł w skład nowo utworzonej gminy Ciechanów.
Od 1 czerwca 1975 znajdował się w województwie ciechanowskim. 1 sierpnia 1977 został wyłączony z gminy Ciechanów i włączony do Ciechanowa.